# Johann von Werden
Johann von Werden, Jan Werden starszy (ur. 1495 w Gdańsku, zm. 25 sierpnia 1554 w Mokrym Dworze) był kupcem, burmistrzem i burgrabią królewskim w Gdańsku.
Był synem Jakuba von Werden i jego żony Doroty, córki burmistrza Johanna Schewecke. Ok. 1525 poślubił Barbarę Bischof, z którą miał syna Johanna (zm. 1572), a po jej śmierci ok. 1530 ożenił się ponownie z Anną Engelhart, córką rajcy toruńskiego Ludwika. Doszedł do wielkiego majątku, stając się bankierem króla Zygmunta I i księcia Albrechta pruskiego. Cieszył się przyjaźnią kanclerza Krzysztofa Szydłowieckiego. Od 1526 piastował urząd jednego z czterech burmistrzów Gdańska, w latach 1532-35, 1538-39, 1546 i 1551 sprawował ponadto stanowisko burgrabiego. Przez wiele lat kształtował politykę Gdańska, brał aktywny udział w delegacji gdańskiej na sejmikach generalnych i w Radzie Pruskiej. 1528 nobilitowany przez króla Zygmunta I, otrzymał starostwo Nowe. W 1552 król Zygmunt II August w czasie pobytu w Gdańsku rezydował w domu Werdena przy Długim Targu 11.
Po śmierci został pochowany w kościele Mariackim w Gdańsku.